# Stade de Reims 1957-1958
Questa voce raccoglie le informazioni riguardanti il Stade de Reims nelle competizioni ufficiali della stagione 1957-1958.

## Stagione
Dominatore in Francia, lo Stade de Reims vince il campionato e la coppa: in quest'ultima competizione sconfigge ES Bully (4-0), Limoges (2-2, 5-2 ai rigori), Olympique Lyon (2-0), Lens (2-1) e, in finale, il Nîmes Olympique (3-1).

## Maglie
| Manica sinistra · Maglietta · Maglietta · Manica destra · Pantaloncini · Calzettoni |

## Rosa
| N. |                    | Ruolo | Calciatore        |
| -- | ------------------ | ----- | ----------------- |
|    | Francia (bandiera) | P     | Dominique Colonna |
|    | Francia (bandiera) | P     | René Jacquet      |
|    | Francia (bandiera) | D     | Raoul Giraudo     |
|    | Francia (bandiera) | D     | Guy Gouttes       |
|    | Francia (bandiera) | D     | Robert Jonquet    |
|    | Francia (bandiera) | D     | Bruno Rodzik      |
|    | Francia (bandiera) | D     | Simon Zimny       |
|    | Francia (bandiera) | C     | Jean Davanne      |
|    | Francia (bandiera) | C     | Robert Lamartine  |

| N. |                    | Ruolo | Calciatore        |
| -- | ------------------ | ----- | ----------------- |
|    | Francia (bandiera) | C     | Armand Penverne   |
|    | Francia (bandiera) | C     | Robert Siatka     |
|    | Francia (bandiera) | A     | Roger Piantoni    |
|    | Francia (bandiera) | A     | Jean Desruisseaux |
|    | Francia (bandiera) | A     | Just Fontaine     |
|    | Francia (bandiera) | A     | Raymond Baratto   |
|    | Francia (bandiera) | A     | René Bliard       |
|    | Francia (bandiera) | A     | Michel Leblond    |
|    | Francia (bandiera) | A     | Jean Vincent      |